# Африканич
«Африканич» (рос. «Африканыч») — російський радянський повнометражний кольоровий телевізійний художній фільм, поставлений на Кіностудії «Ленфільм» в 1970 року режисером Михайлом Єршовим за мотивами повісті Василя Бєлова «Звична справа».

## Зміст
Іван Африканич — працьовита і сумлінна людина. Він хоче жити гідно, разом з коханою дружиною і дітьми. Та в невеликому містечку, де вони проживають, він втрачає роботу. А нову знайти не вдається. Він зважується поїхати на заробітки закордон. Ось тільки рідний будинок і кохана ніколи не зрівняються з чужиною.

## Ролі
- Микола Трофимов — Африканич
- Ірина Буніна — Катерина, його дружина
- Олег Бєлов — Мішка
- Герман Орлов — Митька
- Лариса Буркова — Дар'я

## В епізодах
- Олександр Афанасьєв — Кузьмич
- Антоніна Павличева — мати Африканича
- Любов Тищенко — Нюша
- Павел Первушин — П'ятак, приятель Африканича
- С. Голубєв — старий-односельчанин
- Віра Кузнєцова — мати Нюші
- Олександр Липов — перехожий співрозмовник Африканича
- Юрій Оськін — лейтенант
- Любов Малиновська — продавчиня в сільпо
- Юрій Башков — голова колгоспу (в титрах не вказаний)
- Олег Хроменков — контролер (в титрах не вказаний)

## Знімальна група
- Автор сценарію — Арнольд Вітоль, за участю Віктора Соколова.
За мотивами повісті Василя Бєлова «Звична справа».
- Постановка — Михайла Єршова
- Головний оператор — Анатолій Назаров
- Головний художник - Михайло Іванов
- Режисер - Арнольд Дашкевич
- Звукооператорка - Галина Голубєва
- Композитор - Веніамін Баснер
- Оператори - Костянтин Соловйов, В. Амосенко
- Грим - А. Єршової
- Художник-декоратор - І. Корзаков
- Асистент режисера - Л. Чумак
- Монтаж - Олександра Іванівського, О. Амосової
- Редакторка - Ірина Тарсанова
- Директор картини - І. Шорохов

## Технічні дані
Зйомки фільму відбувалися в селі Дайміще Гатчинського району Ленінградської області, а також на сусідній з нею станції Сіверська (епізоди) та в знімальних павільйонах в Ленінграді (сцени всередині приміщень)